# Лидианополис
Лидианополис (порт. Lidianópolis) — муниципалитет в Бразилии, входит в штат Парана. Составная часть мезорегиона Северо-центральная часть штата Парана. Входит в экономико-статистический микрорегион Ивайпоран. Население составляет 3276 человек на 2006 год. Занимает площадь 169,138 км². Плотность населения — 19,4 чел./км².

## История
Город основан 5 июня 1993 года.

## Статистика
- Валовой внутренний продукт на 2003 год составляет 28 097 050,00 реалов (данные: Бразильский институт географии и статистики).
- Валовой внутренний продукт на душу населения на 2003 год составляет 7082,70 реалов (данные: Бразильский институт географии и статистики).
- Индекс развития человеческого потенциала на 2000 год составляет 0,734 (данные: Программа развития ООН).

## География
Климат местности: субтропический. В соответствии с классификацией Кёппена, климат относится к категории Cfa.